# 牧野義雄
牧野 義雄（まきの よしお、1870年1月26日（明治2年12月25日） - 1956年（昭和31年）10月18日）は、主にイギリスで活動した画家、随筆家である。ジャポニズムブームに乗り、1910年代にロンドン社交界の寵児となった。挙母藩（現:愛知県豊田市）出身。「霧の画家」と評される。

## 生涯
挙母藩士・牧野利幹と葛（西尾藩士・遠山内記の娘）の次男として誕生する。宣教師が設立した名古屋英和学校に学び、1890年に東京職工学校機械科を卒業した。幼い頃から水墨画を学んだ牧野は23歳の時、単身渡航でアメリカを訪れた。渡米した当初は画家か文筆家かで迷っていたが、アメリカ総領事の珍田捨巳の助言でサンフランシスコの美術学校に通った。排日の盛んな米国を去り、1897年にイギリスに渡り、アルバイト暮らしの貧乏生活を送りながら40年間に亘ってイギリスで絵と文筆を続けた。
渡英後、日雇いの極貧生活の中、英国駐在中だった向山均海軍大佐の計らいで日本海軍部の造船監督事務所に職を得、夜間に絵画学校に通ったが、向山の任期満了に伴い1901年に解雇され、絵画モデルなどで糊口をしのぎながら雑誌社に作品を売り込みに回った。
同年、通っていた中央美術工芸学校（en:Central School of Arts and Crafts）の教師ヘンリー・ウィルソン（en:Henry Wilson (architect)）の紹介により、知日家のチャールズ・ホームの『ザ・ステューディオ』誌で作品が掲載された。雑誌の挿絵や野口米次郎の本の表紙を手掛けるなどし、このころ林董や伊藤博文とも面会した。1902年からは『イングリッシュ・イラストレーテッド・マガジン（en:The English Illustrated Magazine）』で度々仕事をし、1903年には美術雑誌『マガジン・オブ・アート』の編集長、マリオン・スピールマン（en:Marion Spielmann）に会い、執筆の機会を与えられたほか、出版人や俳優などを紹介され、ロンドンの社交界にデビューしていく。
1907年（明治40年）に出版した画集『The Colour of London』が成功し、続編も刊行された。画集のほかにも、ジャポニズム文学ブームの影響もあって英文で書いた『倫敦日記』が評判となり、ヨシオ・マルキーノ（Yoshio Markino）の名で何冊かの自伝的書籍も刊行した。イタリアで知り合ったイタリア人の恋人の経歴をもとに小説も書いていた。ロンドン社交界の寵児となり、英国デイリーメール紙の「世界一千人名士名簿録」にその名が掲載されるまでになった。
牧野は霧を描くに当たり、1910年（明治43年）に発表した自叙伝『日本人画工　倫敦日記』で「（絵を描く紙をまず）水中に1時間入れて吸い取り紙の様になし、その濡れている内に描く。乾くに従って近景を描く」と語る。紙が十分濡れている内に遠くの最もぼやけた部分を描き、乾くに従って近くのはっきりした部分を描くことで霧独特の奥行きある情景を表現した。ターナーの作品に影響を受けたとも語っている。
また、1921年に訪英した日本の皇太子（後の昭和天皇）に謁見している。第二次世界大戦が激化したため、1942年に帰国。イギリス時代に懇意となった重光葵の援助を受け、重光家と共に日光に疎開をしている。その縁で油絵や鉛筆画が湯河原の重光葵記念館にも展示されている。
帰国後は海外生活の回想録などを出版、1956年には、渡米前の内縁の妻であった従姉・堀田まきについて書いた『あさきゆめみし』を出版した。重光は1953年に牧野のために個展を開いて相当な金を作ってやったが、牧野は愛人を作って出奔し、愛人に金を持ち逃げされたうえ病気になって入院した。それを聞いた重光は二男の篤に金を持たせて病院に届けさせたという。1955年の暮れに突然の腹痛で路上に倒れ、通行人に発見されて鎌倉市の秋月病院に収容されたが、1956年、脳内出血により86歳で死去した。

## その他
- 日本では長く無名の画家であったが、ロンドン漱石記念館長で崇城大学副学長恒松郁生の研究などで知られるようになった。
- 2006年に開運!なんでも鑑定団で『雨のBBC』に2000万円の値がついた。その価格以上に、作品と幻想的な作風に対して感銘を与え、視聴者からテレビ局や出版社に問い合わせが殺到した。
- 日英博覧会参加のために日本から連れてこられた芸人たちが、日本の風俗のまま町に出ると国辱であると日本政府の役人たちから外出を禁止されていると聞いて、憤慨した牧野が馬車を数台用意してそれに乗せてロンドン見物をさせてやった[12]。
- ロンドン苦学中、領事館員など在英日本人の無情さから日本人を敬遠するようになり、有名になったのち領事館からの式典招待にも出席せず、日本人の来訪客ともめったに面会しなかった[9]。
- イギリスでは生まれ年を5歳若く偽っていた[5]。また、スピールマンより先に『イングリッシュ・イラストレーテッド・マガジン』の編集者リー・ワーナーが牧野を見出しているが、牧野自身は同誌についてあまり言及しておらず、文章については牧野名義ながら内容的に日本人である牧野が書いたものとは思われないものであった[5]。
- 1954年に東京工業クラブで個展を開催した際にはチャーチル英国首相から祝いの手紙が届けられ、建長寺での牧野の葬儀にもチャーチルから弔電が届いた[11]。

## 経歴
- 1869年（明治2年） -挙母藩にて誕生。父の牧野利幹は挙母藩士、維新後は師範学校で学んで小学校教師（訓導）となり、挙母郷学校（のちの挙母学校）を設立した。母の葛は西尾藩士・遠山内記の娘。13歳上の姉、9歳上の兄がいた。[13]
- 1875年 ‐ 父が設立した挙母学校入学。[14]
- 1880年 ‐ 兄とともに地元の絵師より文人画を習う。[14]
- 1882年（明治15年） -母死去。バセドー氏病と診断され長く病床にあった。[14][13]
- 1883年（明治16年） -挙母学校高等科卒業
- 1884年（明治17年） - 経済的理由から幡豆郡市子村在住の親戚・磯貝半治の養子となる。医学校に進学させるという約束であったが、同郡の萩原小学校の助教として働かされたため、実家に戻る。[13]
- 1886年（明治19年） -兄が勤める春木小学校の助教諭となる。兄とともに洋画と英語を学び始める。[14]
- 1887年（明治20年） -名古屋英和学校に奨学金を得て入学し、洗礼を受ける。[14]
- 1889年 ‐ 徴兵検査に不合格。[14]
- 1890年 ‐ 姉の援助で上京。東京職工学校機械科で学ぶ。[15]
- 1892年（明治25年） -名古屋英和学校卒業
- 1893年（明治26年） - 渡米、同郷の志賀重昂の紹介で珍田捨巳の知遇を得、その助言によりサンフランシスコのジョン・ホプキンズ美術学校に入学
- 1895年（明治28年） - 父死去
- 1897年（明治30年） - 同郷の軍人桜井省三より在仏の美術商林忠正の紹介状を得てフランスに向かうも林はすでに帰国していたため、渡英しロンドンに居住
- 1898年（明治31年） - 駐英海軍大佐向山均の計らいで日本海軍造船監督事務所で働き、夜はサウス・ケンジントン芸術学校に通い、のちゴールドスミス技術再生学校（のちのゴールドスミス・カレッジ）で学ぶ。
- 1900年 ‐ ロンドン中央芸術工芸学校で学ぶ。
- 1901年 ‐ 海軍事務所閉鎖により失業。『Studio』誌に作品が載る。伊藤博文に面会。
- 1902年 ‐ 『Japanese Children's Stories』出版したほか『King』誌に作品が載る。野口米次郎と同居始める。
- 1903年（明治36年） - 生活に困窮し、一時期、自殺を考える。『English Illustrated Magazine』で連載始める。野口の本や日本関連書の挿絵などのほか、ジョン・ルーサー・ロング、デーヴィッド・ベラスコ作のジャポニスム演劇『The Darling of the Gods（神々の寵児）』の衣装や舞台セットなどに協力する。
- 1907年（明治40年） - 画集『The Colour of London』を出版（水彩画とエッセイが掲載）入院と手術
- 1908年（明治41年） - 画集『The Colour of Paris』を出版
- 1909年（明治42年） - 画集『The Colour of Rome』を出版
- 1910年（明治43年） - 英文エッセイ『日本人画工　倫敦日記』を出版。イギリス紳士録に記録
- 1923年（大正12年） - マリ－・ビロン（フランス人）と結婚し、ニューヨークに居住。渡米はマリーが映画女優志望だったためという[16]。
- 1927年（昭和2年） - マリーを残してロンドンへ移住
- 1928年（昭和3年） - マリーと協議離婚
- 1942年（昭和17年） -日英交換船で帰国。東京の重光邸で世話を受ける。
- 1945年（昭和20年） -空襲を受け、日光へ疎開、終戦後、鎌倉材木座の重光別邸に居住
- 1950年（昭和25年） -画商の鈴木小太郎家に世話になる。
- 1952年（昭和27年） -東京インターナショナル・クラブで個展。全展示作品を売り切り。
- 1956年（昭和31年） -鎌倉小町の秋月病院で死去する。享年87(満86歳)。墓所は豊田市の神龍寺。

## 主な作品
- 「ピカデリーサーカスの夜景」 1906年（明治39年） - 1907年（明治40年）
- 「夜のカールトン･ホテル玄関」 1907年（明治40年）
- 「チェルシー・エンバンクメント」 1909年（明治42年） - 1910年（明治43年）
- 「雨のBBC放送局」 1928年（昭和3年）

## 牧野関連の書籍
- 『霧のロンドン』 牧野義雄著、恒松郁生訳、雄山閣、2007年（平成19年）9月
- 『牧野義雄画集』 恒松郁生編、雄山閣、2007年（平成19年）10月
- 『牧野義雄のロンドン』 恒松郁生著、雄山閣、2008年（平成20年）3月
- 『牧野義雄画集II』 恒松郁生編、雄山閣、2008年（平成20年）3月
- 「英文牧野義雄伝」『YOSHIO MARKINO - A Japanese Artist in London』, SMP(UK) 2008年（平成20年）3月
- 『牧野義雄のパリ』 恒松郁生著、雄山閣、2008年（平成20年）春
- 『牧野義雄のローマ』 恒松郁生著、雄山閣、2008年（平成20年）春
- 『牧野義雄と重光葵』 B.シェパード著、恒松郁生訳、雄山閣、2008年（平成20年）春